# Marubashi Chūya

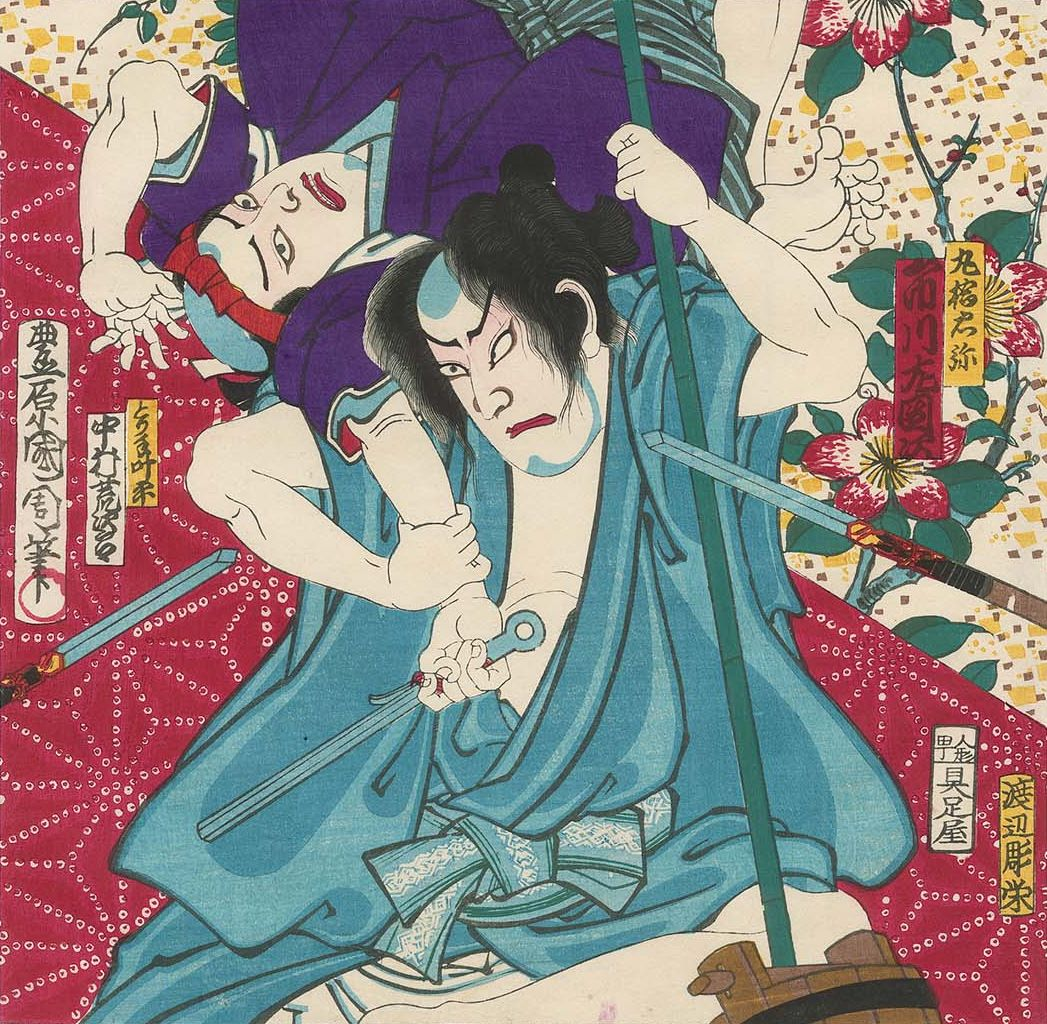
Ichikawa Sadanji I. als Marubashi Chūya.

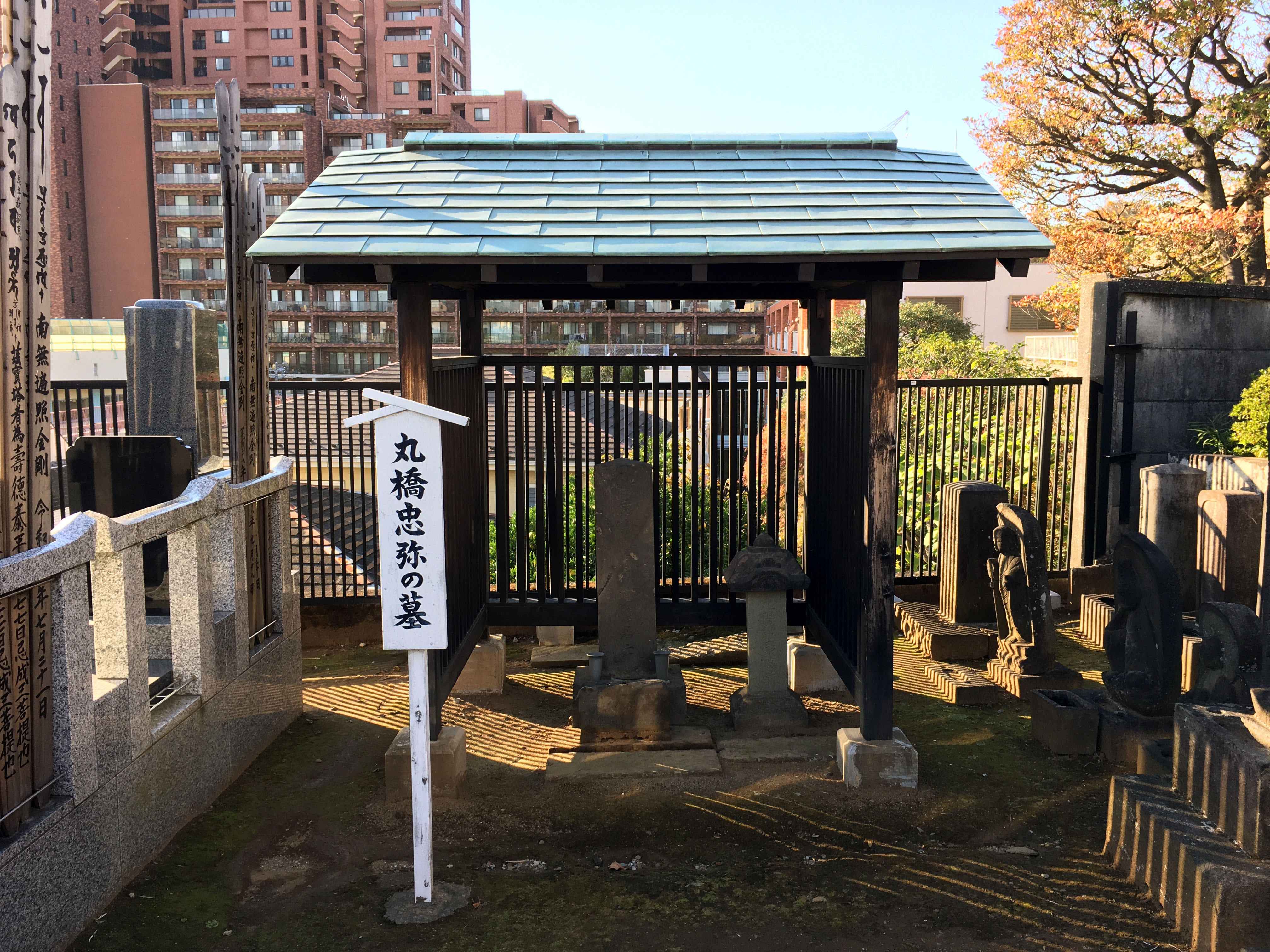
Marubashis Grab

Marubashi Chūya (japanisch 丸橋 忠弥; geboren im 17. Jahrhundert in der Provinz Dewa; gestorben 24. September 1651 in der Provinz Musashi) war ein japanischer herrenloser Samurai (Rōnin), der gegen das Shogunat rebellierte.

## Leben und Wirken
Marubashi Chūya schrieb seinen Vornamen eigentlich bei gleicher Aussprache „忠也“. Sein „Gō“ war Ichigenkoji (一玄居士). Er soll aus der Provinz Dewa Yamagata stammen, und es gibt jedoch verschiedene Theorien, darunter eine, dass er ein Nachkomme von Chōsokabe Morichika (長宗我部 盛親) war. Er führte im Stadtteil Ochanomizu (お茶の水) von Edo, einen Ausbildungsplatz (道場, Dōjō) für Speer-Kämpfe im Hōzōin-Speerstil (宝蔵院流槍術, Hōzōinryū sōjutsu). Yui Shōsetsu (1605–1651) und andere luden ihn ein, sich einer Anti-Shogunat-Verschwörung anzuschließen.
Marubashi war für den Angriff auf die Burg Edo verantwortlich und traf die Vorbereitungen, indem er mit seinen Mitarbeitern und Gefangenen sprach. Die Verschwörung wurde durch einen Geheimbericht aufgedeckt. Er wurde im Sommer 1651 in Edo verhaftet und am 24. September desselben Jahres, zusammen mit seiner Mutter und seinen älteren Brüdern, an der Hinrichtungsstätte von Suzugamori (鈴ケ森) gekreuzigt.
Um Chūya als Speermeister, der von seinen Schülern beschützt wurde, zu fangen, gab es schon früh eine Geschichte: Man nutzte seine gutgläubige Persönlichkeit aus, machte vor dem Dōjō Lärm und rief: „Es brennt“. Er eilte hinaus, um nach dem Brand zu sehen und konnte so verhaftet werden.
In literarischen Werken wurde die Geschichte schnell aufgenommen und verbreitet. 1759 erschien die Geschichte unter anderem im „Taiheiki Kikusui no Maki“ (太平記菊水之巻), 1780 im „Gotaiheiki Shiraishi Banashi“ (碁太平記白石噺). Auch im „Marigase Shūya“ (鞠ヶ瀬秋夜) kommt sie vor. Im sogenannten „Keian Taiheiki“ (慶安太平記) von 1870 kommt sein wirklicher Name vor. Im „Kusu no Kiryū Hanami no Makubari“ (樟紀流花見幕張) gibt es eine Szene am Rande der Burg Edo, wo er Steine in den Wassergraben geworfen hat, um seine Tiefe zu messen.